# کارلوس کالدرون (بازیکن فوتبال اهل اسپانیا)
کارلوس کالدرون (انگلیسی: Carlos Calderón؛ زادهٔ ۱۴ آوریل ۱۹۹۵) بازیکن فوتبال اهل اسپانیا است.
از باشگاه‌هایی که در آن بازی کرده‌است می‌توان به باشگاه فوتبال ختافه اشاره کرد.